# Viaduct van Montigny-le-Tilleul
Het viaduct van Montigny-le-Tilleul is een liggerbrug ter hoogte van Montigny-le-Tilleul, waar het viaduct naar vernoemd is. De brug maakt deel uit van de R3 en overspant spoorlijn 132. De brug bevat 2x2 rijstroken.